# Москва (энциклопедия, 1997)
Энциклопедия «Москва» 1997 года — однотомное универсальное справочно-энциклопедическое издание, вышедшее в научном издательстве «Большая российская энциклопедия» (Москва) в 1997 году к 850-летию города в рамках издательской программы правительства Москвы. Главный редактор издания — С. О. Шмидт.
Аналогичное издание было осуществлено впервые в 1980 году.

## Описание
Всего в книге более 4000 статей, свыше 1300 цветных и чёрно-белых иллюстраций и карт.
Энциклопедия открывается вводным очерком, в котором содержатся общие сведения о Москве, её географическом положении и природных условиях, включая экологические характеристики города и его отдельных районов, о населении, состоянии экономики, истории и др. Значительное место в очерке занимают проблемы градостроительства, формирования структуры города на протяжении столетий.
Основную часть энциклопедии составляют расположенные в алфавитном порядке статьи о важнейших событиях истории города, об архитектурных, археологических и природных объектах, о высших учебных заведениях, учреждениях здравоохранения и культуры, об исторических местностях, наиболее значительных площадях, улицах, бульварах, переулках.
Особый корпус статей в алфавитной части энциклопедии составляют статьи о людях, с именами которых связана история Москвы. Некоторые из этих статей приведены в дополнении, поскольку они были составлены уже в период набора книги.
Последний раздел книги составляют приложения, включающие справки о научных учреждениях, перечень всех статей книги, списки сокращений и аббревиатур.

## Подготовка издания
Энциклопедия «Москва» была подготовлена в издательстве «Большая Российская энциклопедия», в работе над ней участвовала большая группа специалистов — учёные институтов РАН, работники московских архивов, музеев и библиотек, МГУ и других вузов, учреждений, творческих союзов, любители-москвоведы.
Издание было сдано в набор 26 февраля, а подписано в печать 1 сентября 1997 года. На копирайте и в выходных данных значится 1997 год, а на титульном листе проставлен уже 1998.

## Недостатки энциклопедии
Издание готовилось в большой спешке в крайне ограниченные сроки — его планировали выпустить ко дню празднования 850-летия Москвы. Это обусловило ряд существенных недоработок.
Некоторые заявленные позиции отсутствуют в готовом издании. В раздел с приложениями, как сказано в предисловии, предполагалось включить сводный указатель книг о Москве, чего в действительности не произошло.

## Научные консультанты
- Г. С. Барабанщиков
- Е. Г. Болдина
- В. Г. Глушкова
- Т. Л. Голубова
- С. А. Елагин
- В. И. Канатов
- Н. М. Молева
- И. Г. Нордега

## Художники и фотокорреспонденты
| - Л. Л. Анисимов - В. А. Варьяш - А. Г. Векслер - В. С. Иванов - В. В. Исаев - А. Н. Колесов - И. И. Константинов - Е. Б. Кузнецова | - В. Я. Лукьянцев - Р. И. Маланичев - Е. В. Облезов - Т. В. Пашинская - В. Н. Сазонов - В. И. Торгаев - Г. М. Тыглиян - С. В. Чиркин |